# Georges Wybo
Georges Wybo (París, 1880 - ídem, 1943) fou un arquitecte francès. Estudià a l'Escola de Belles Arts de París. Adscrit a l'art déco, un dels seus majors exponents fou el Pavelló d'Au Printemps per a l'Exposició Internacional de París de 1925, junt a Henri Sauvage, edifici de planta circular coberta amb una cúpula, amb una decoració exterior de pedres incrustades i finestres el·líptiques, amb dues columnes estriades a l'entrada. Altra obra destacada fou Les Grands Moulins (1917-1921), edifici industrial reconvertit el 1991 en zona universitària. Per a l'Exposició Internacional de Barcelona de 1929 construí el Pavelló de França, edifici de volum únic en forma de cub, amb coberta formada per seccions rectangulars superposades de forma esglaonada, com un zigurat, amb una escultura a la part frontal amb forma de dona i les inicials R. F. (République Française). Autor de Reflexions i croquis sobre l'arquitectura francesa (1918).

## Obres
- 1911-1912: Casino de Deauville.
- 1913: Hôtel Royal de Deauville, amb Théo Petit.
- 1917-1921: Les Grands Moulins, París.
- 1925: Pavelló d'Au Printemps per a l'Exposició Internacional de París, amb Henri Sauvage.
- 1928: Hôtel Georges-V, París.
- 1929: Hôtel du Golf, Deauville.
- 1929: Pavelló de França per a l'Exposició Internacional de Barcelona.
- 1931: Théâtre des Ambassadeurs, París.